# Бюнде
Бюнде (нем. Bünde) — город в Германии, в земле Северный Рейн-Вестфалия.
Подчинён административному округу Детмольд. Входит в состав района Херфорд. Население составляет 45 116 человек (на 31 декабря 2014 года). Занимает площадь 59,30 км². Официальный код — 05 7 58 004.
Город подразделяется на 12 городских районов.

## Культура
Город Бюнде раньше являлся центром сигарной промышленности в Европе. Сегодня там существует известный Германский музей табака и сигар.

## Фотографии

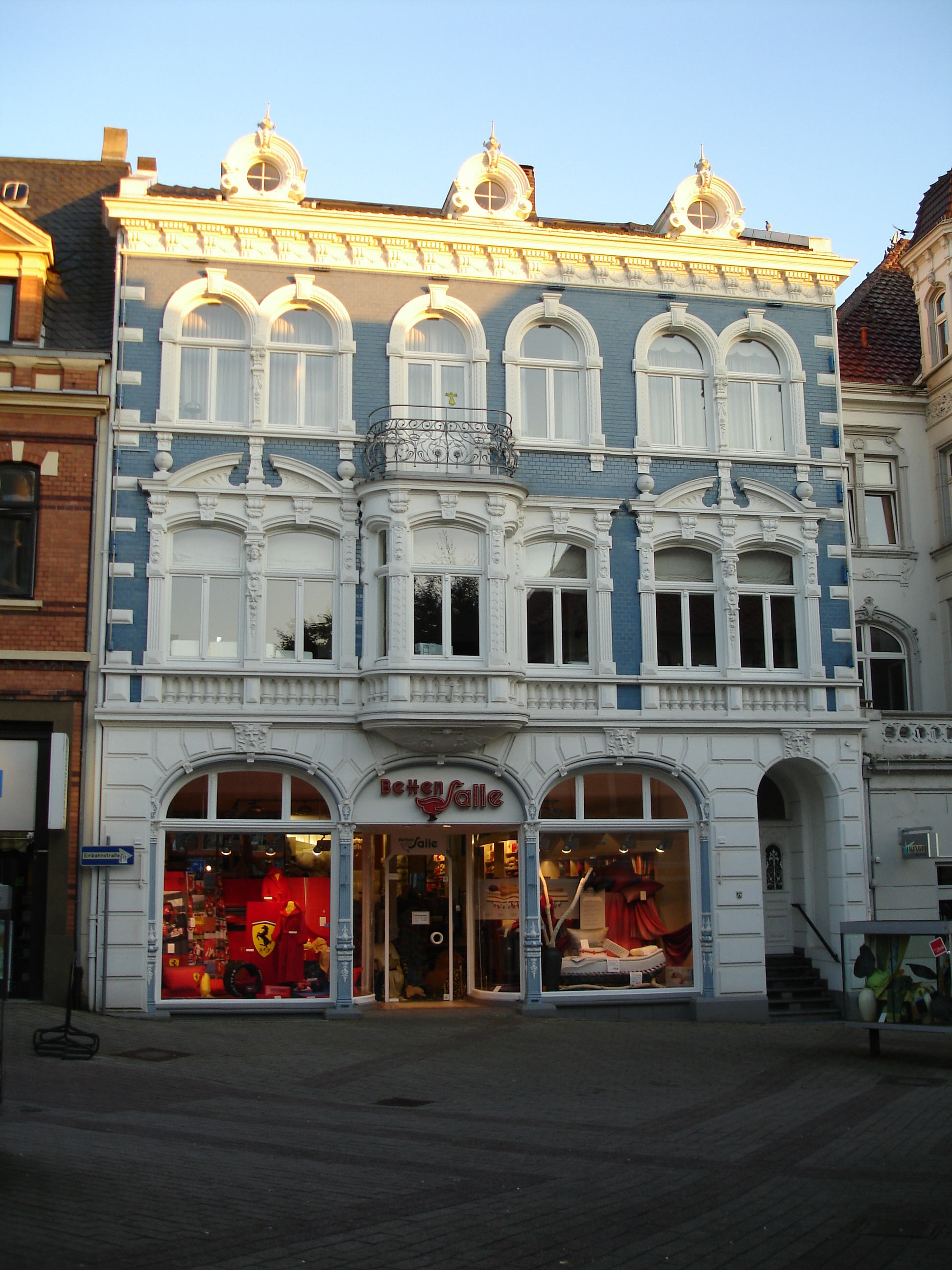
Историческое здание в центре города
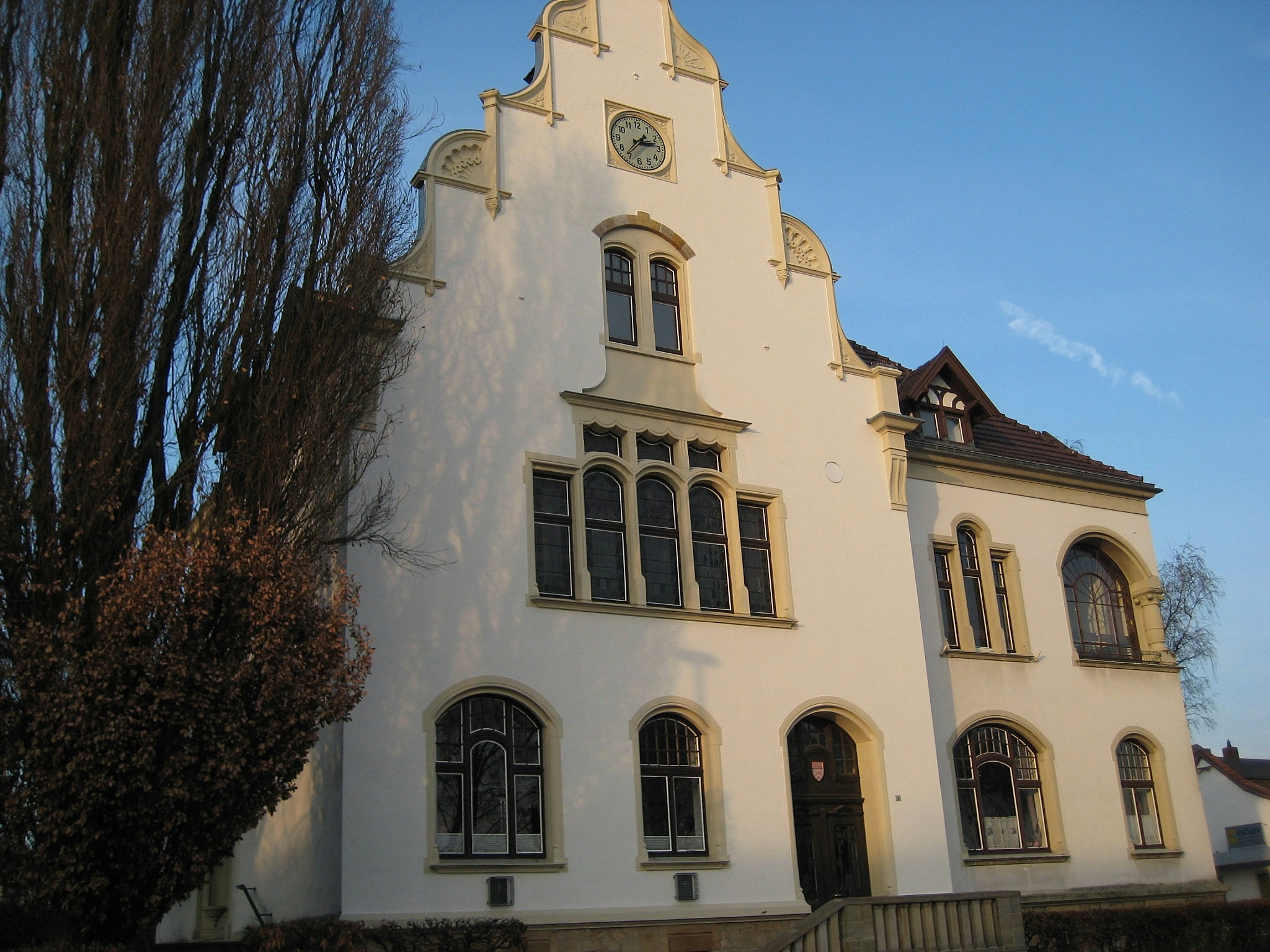
Музыкальная школа
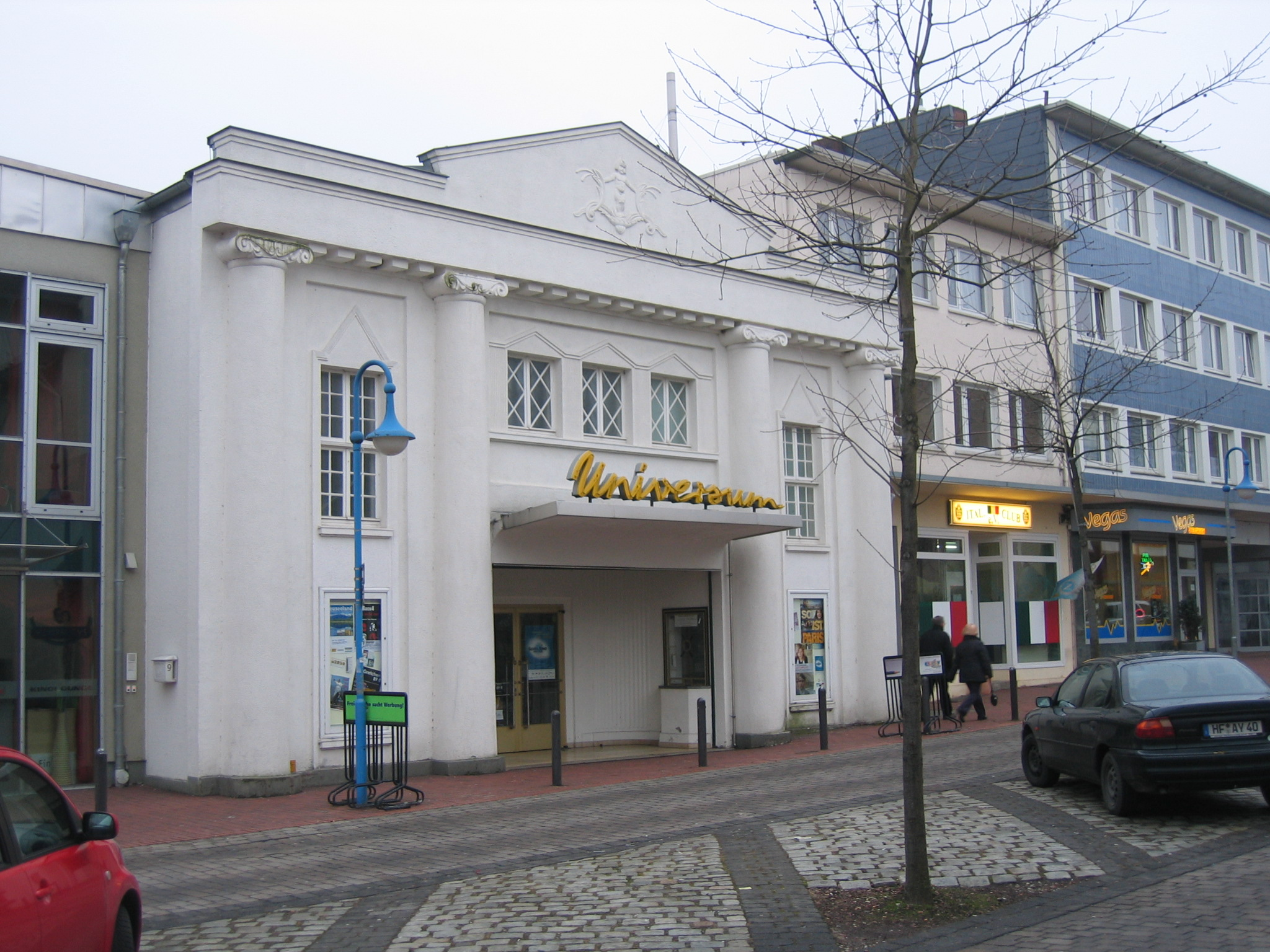
Кинотеатр «Универсум»
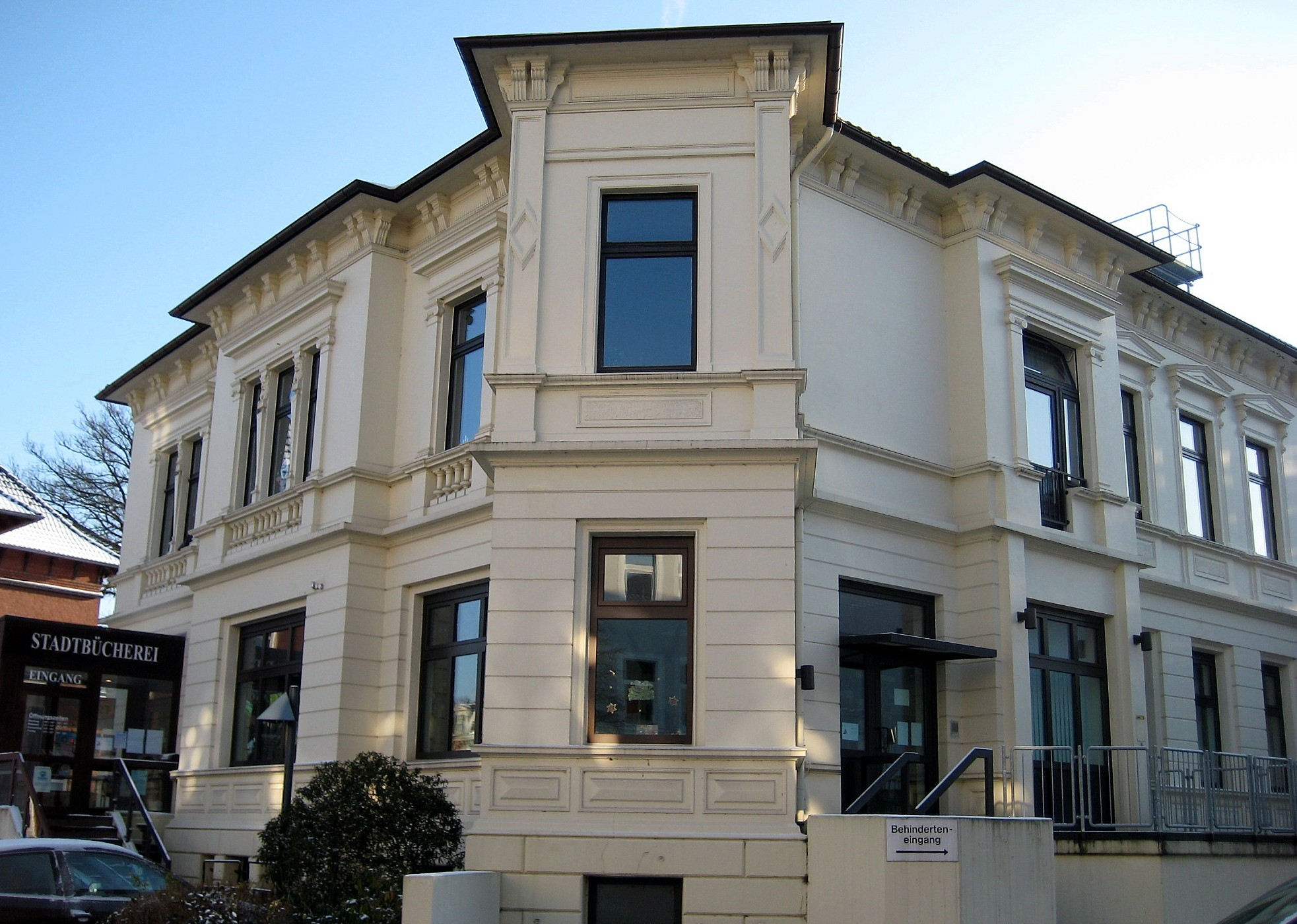
Городская библиотека
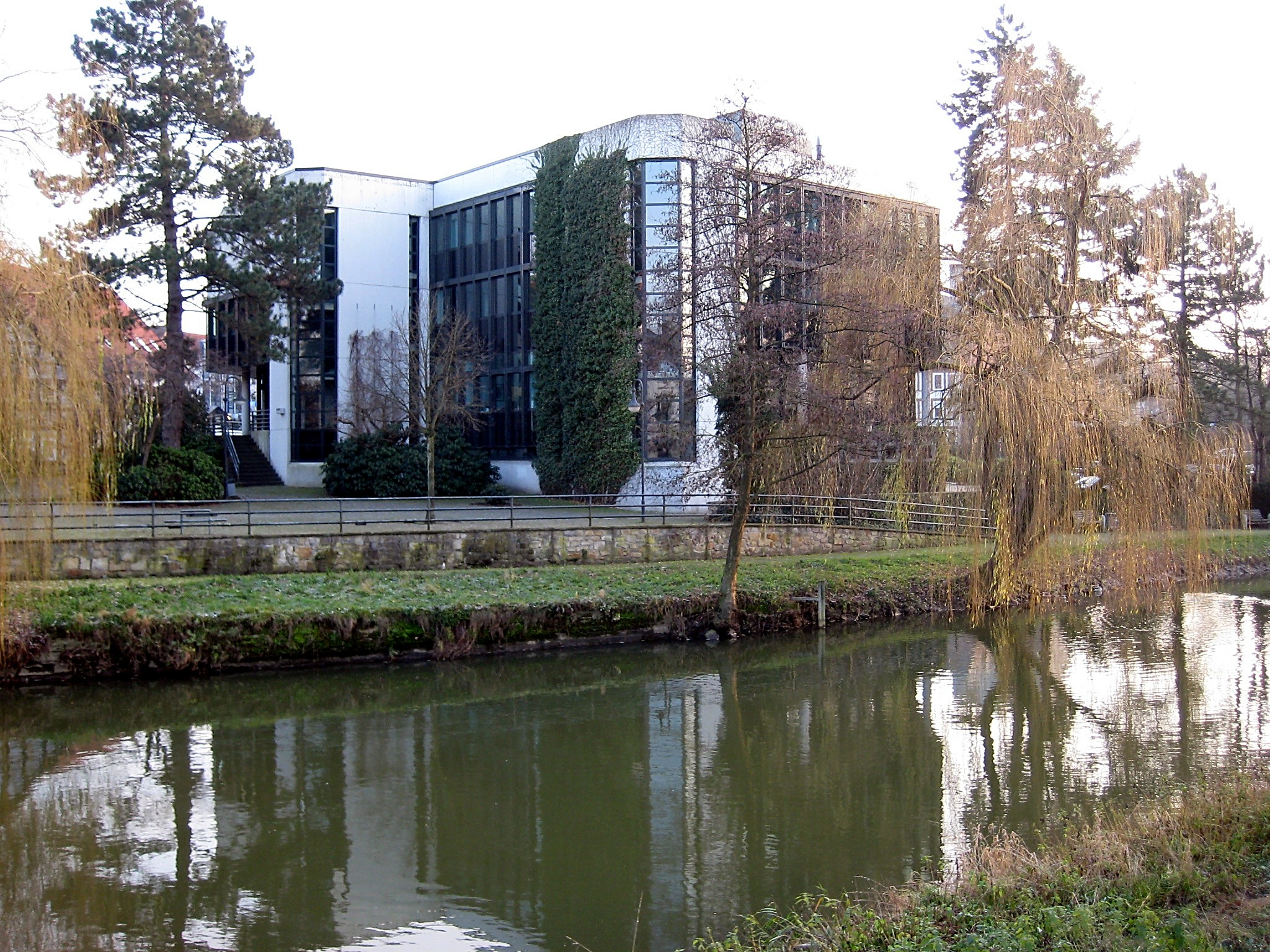
Река Эльзе и здание городской администрации

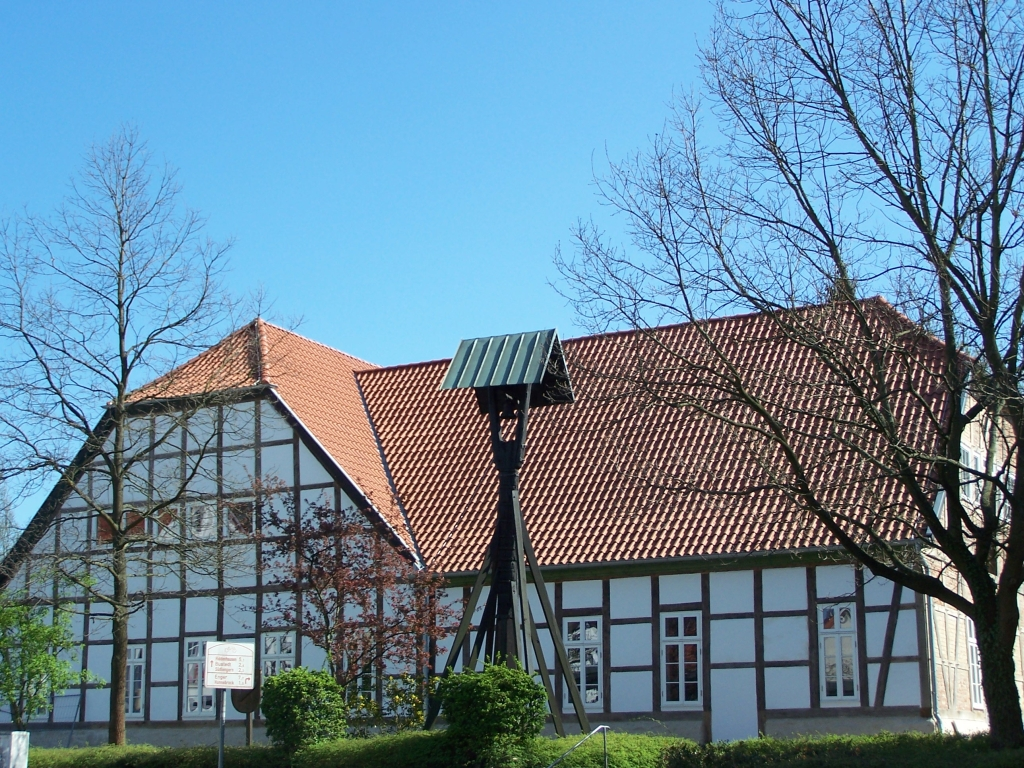
Германский музей табака и сигар (основан в 1937 г.)
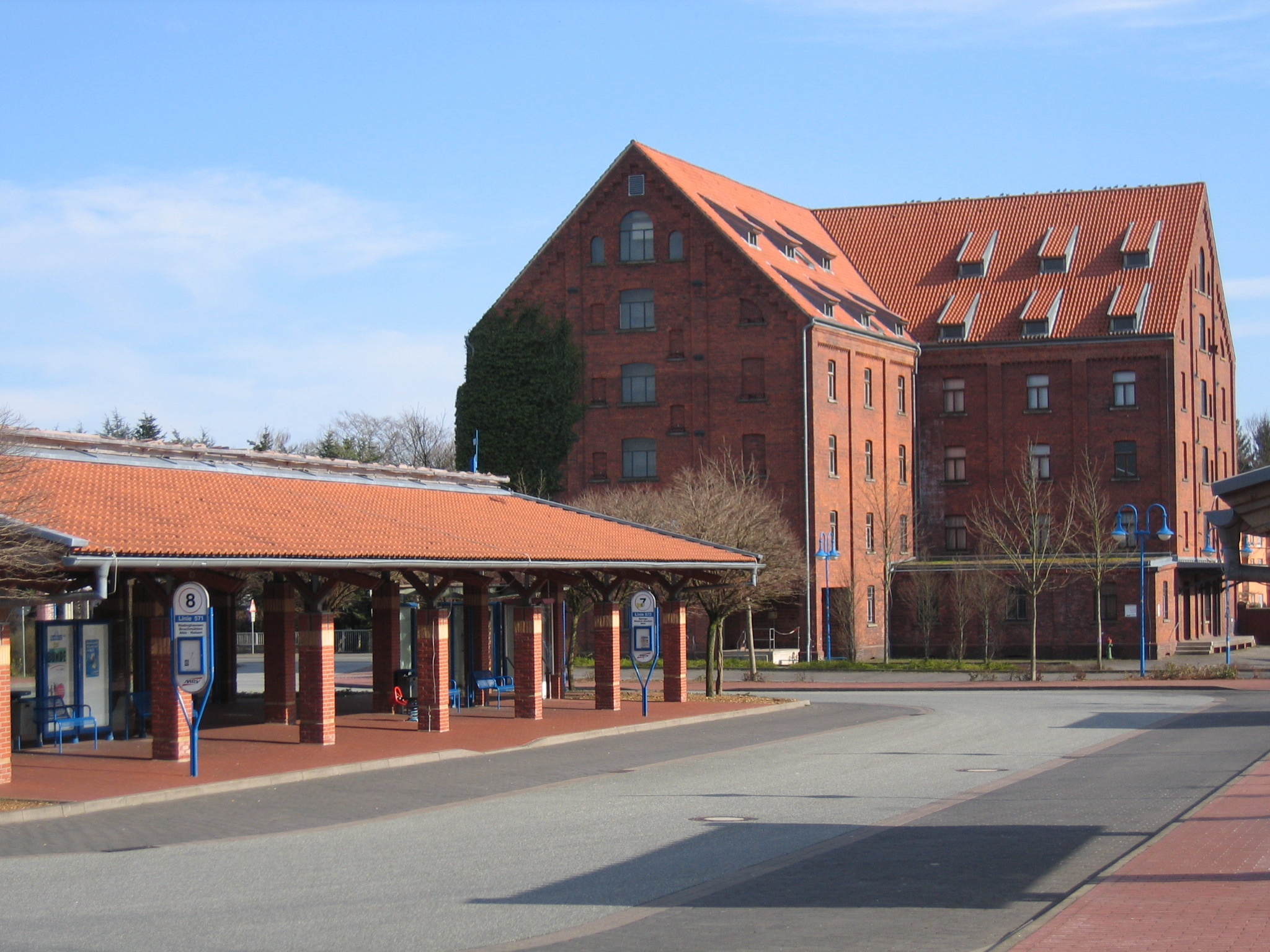
Автовокзал и старый табачный склад
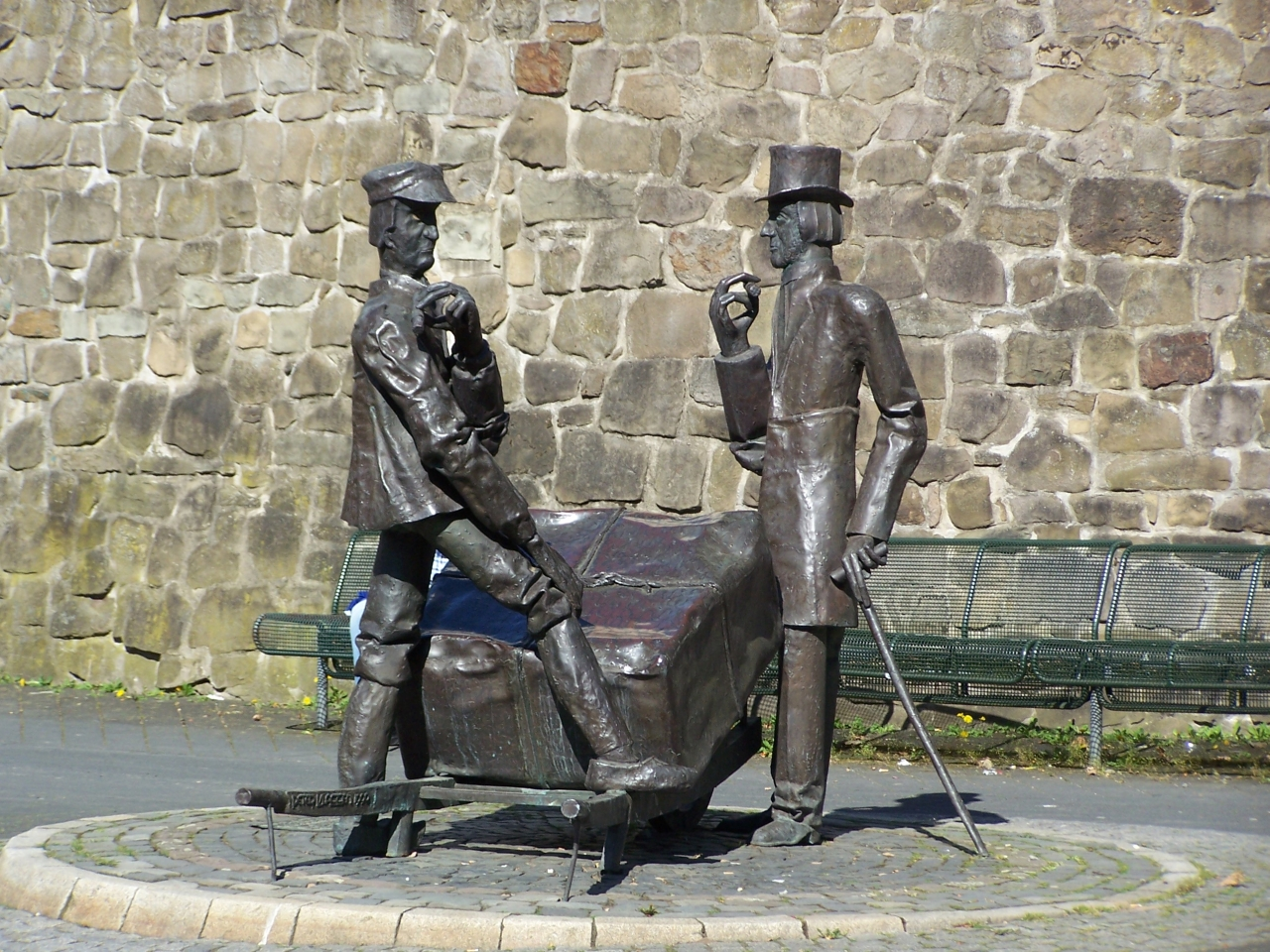
Памятник сигарным промышленникам Штайнмайстер и Веллензик
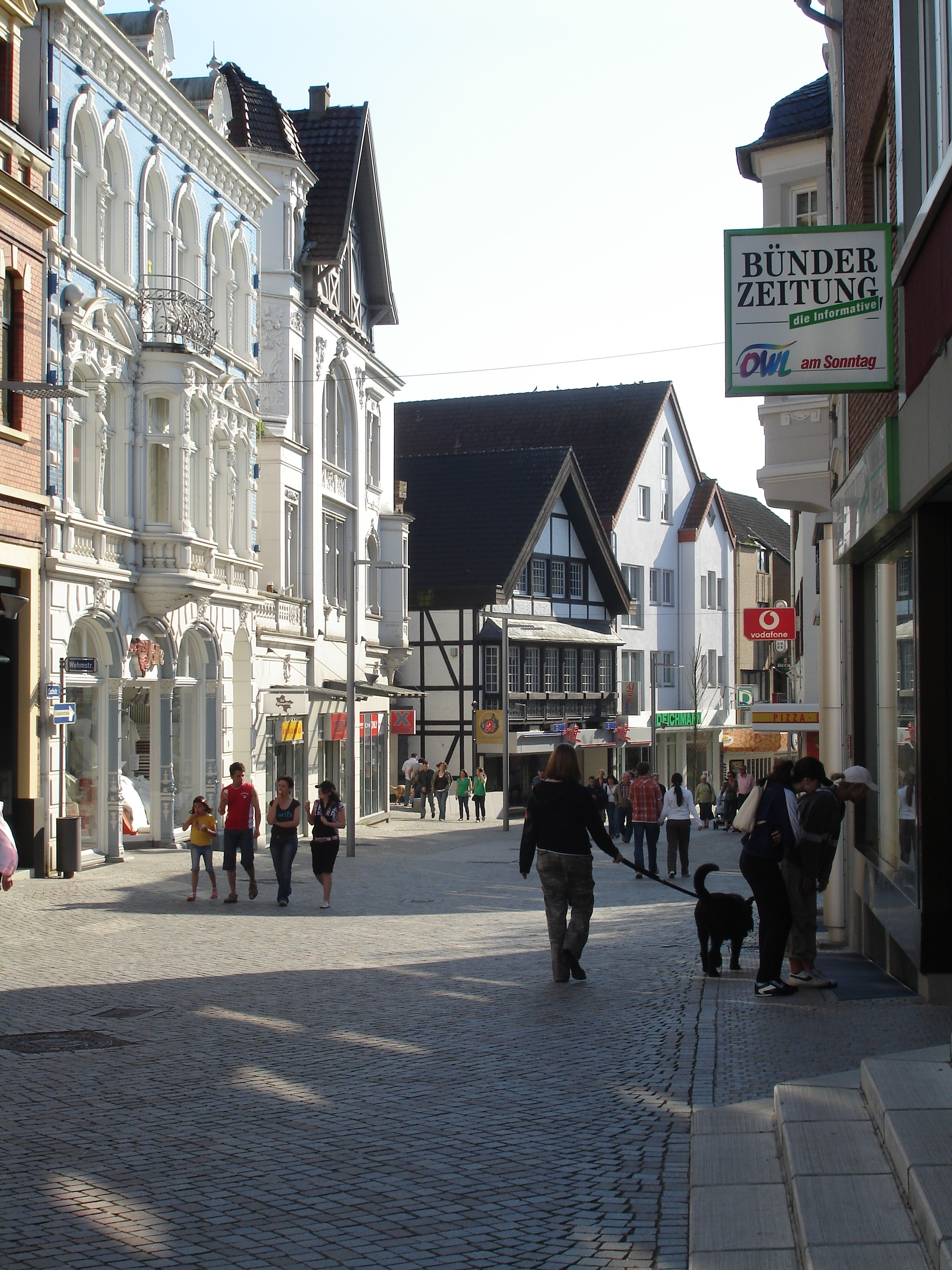
Пешеходная зона с различными магазинами в центре города
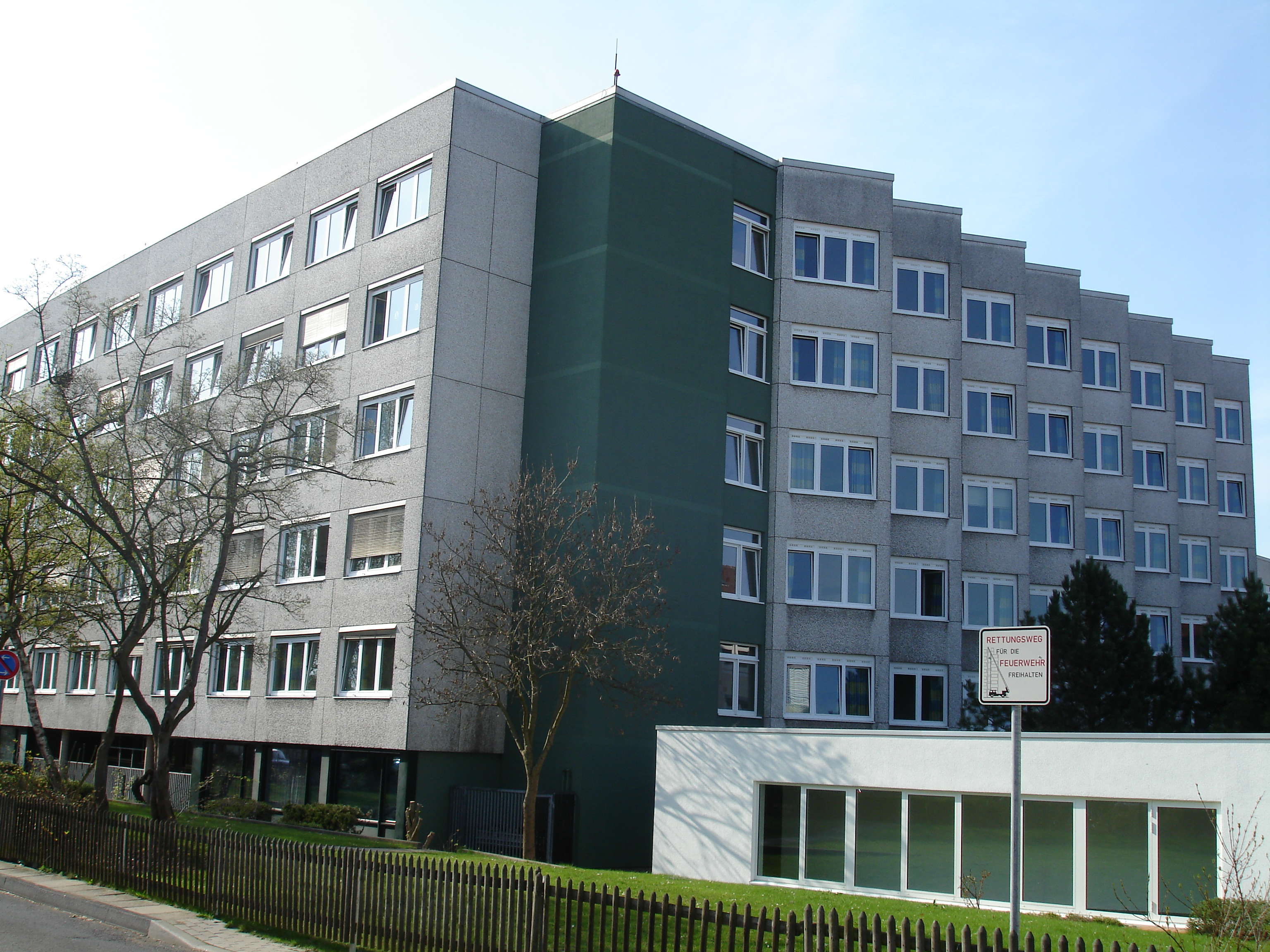
Больница

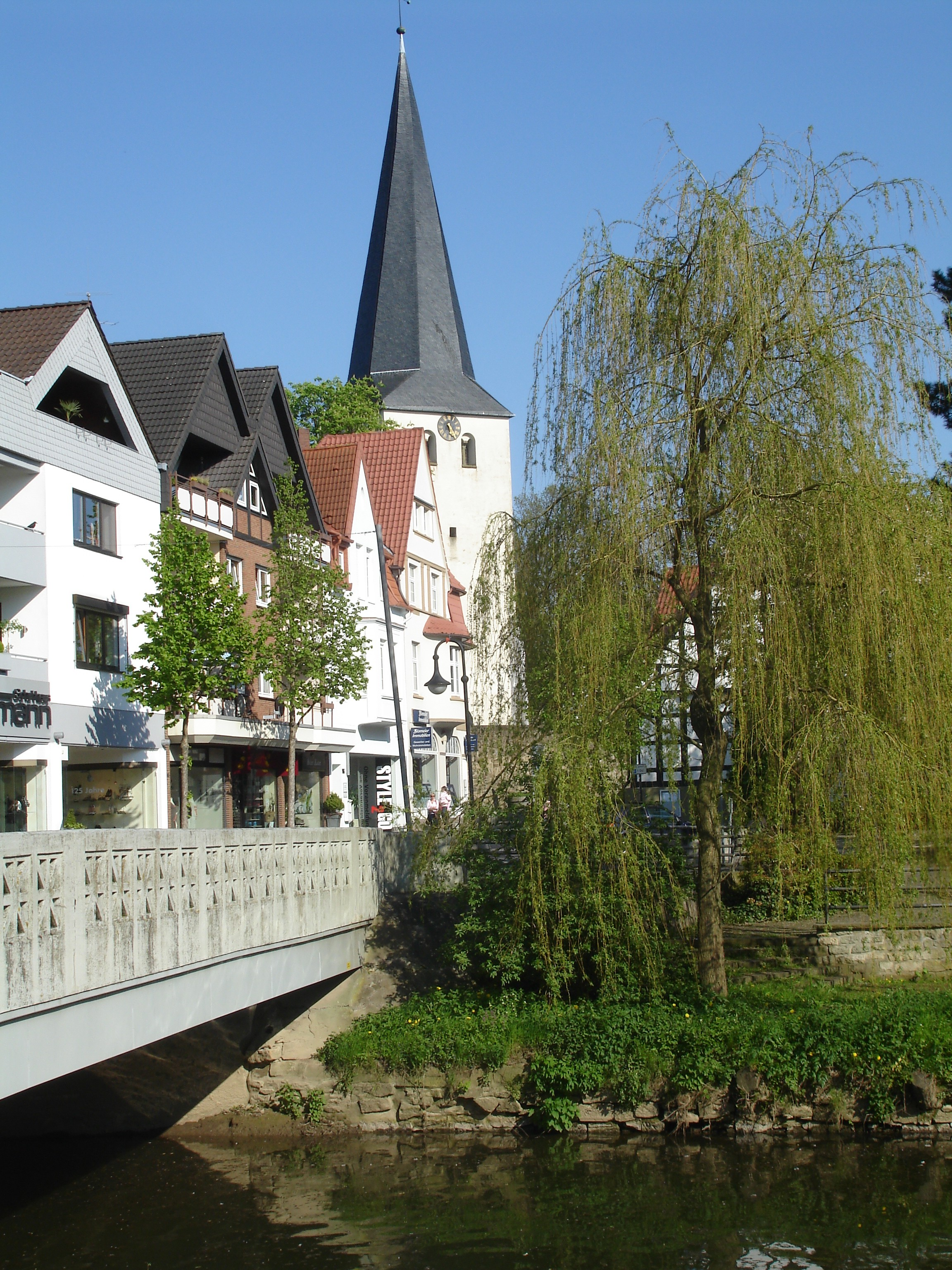
Евангелическо-Лютеранская церковь Св. Лаврентия X века
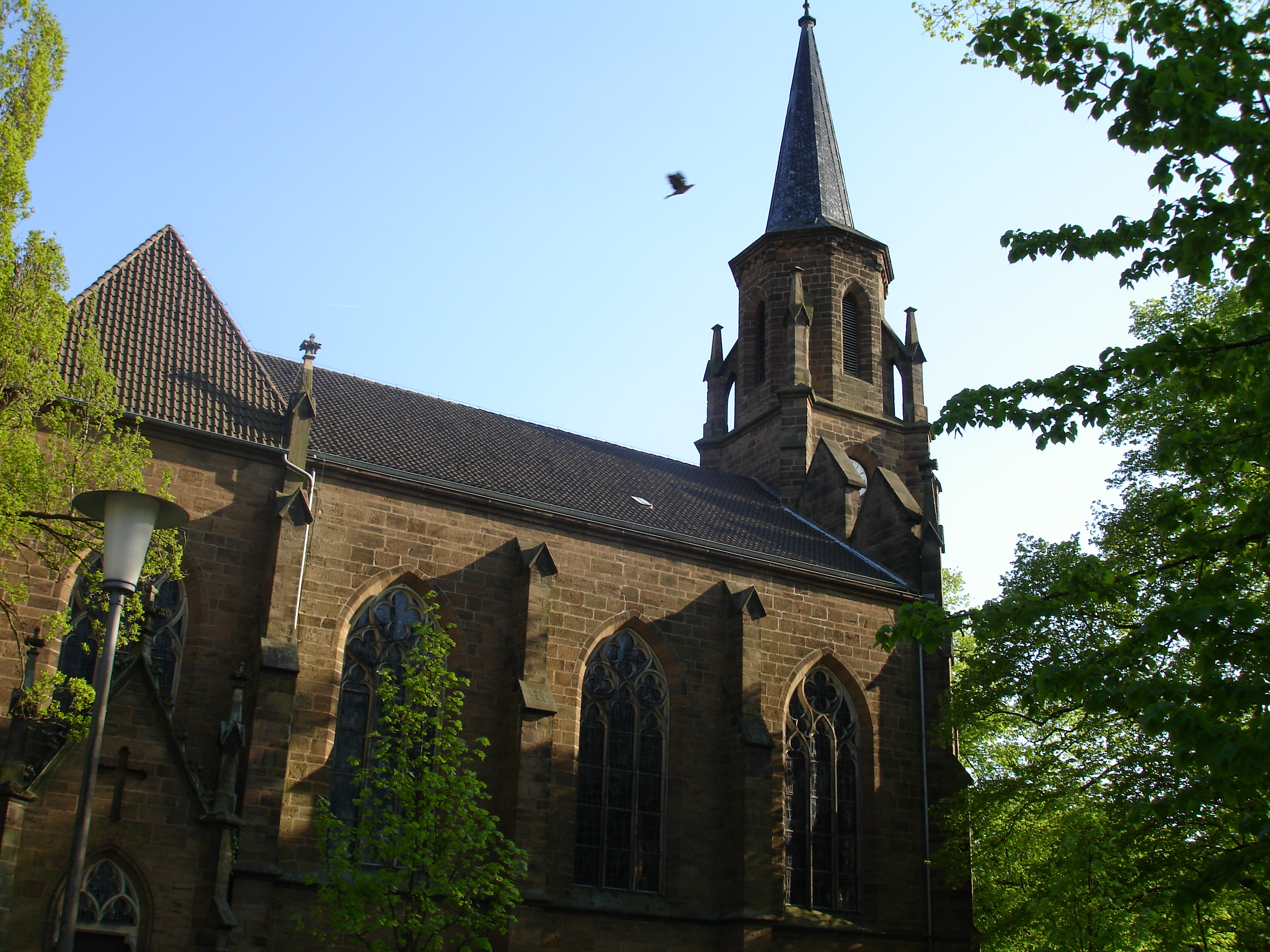
Евангелическо-Лютеранская церковь «Паулускирхе» (построена в 1873 г.)
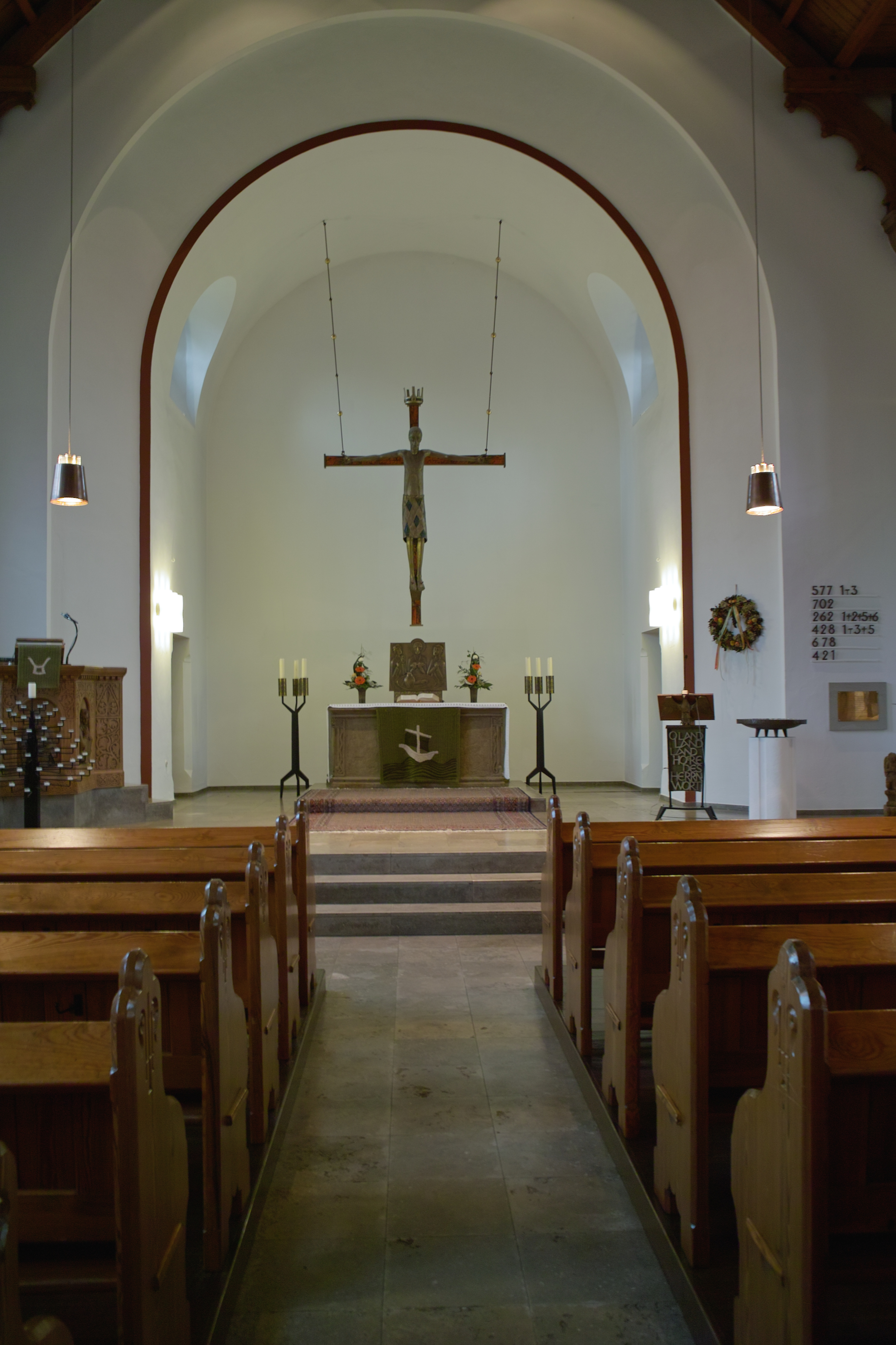
Внутренный вид Евангелическо-Лютеранской церкви в пригороде Дюнне
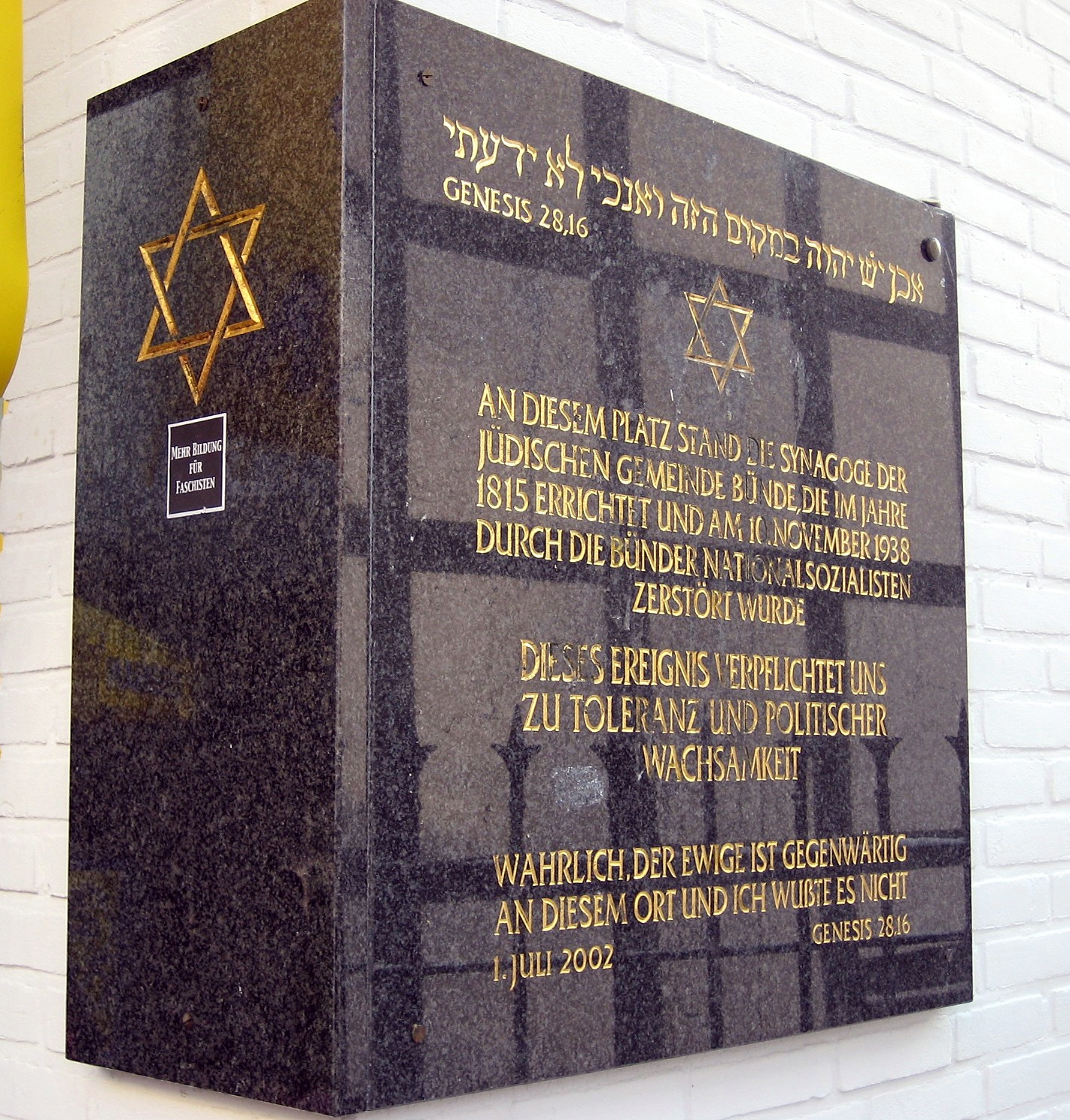
Мемориальная доска напоминает о бывшем местоположении синагоги, которая была разрушена нацистами в 1938 году
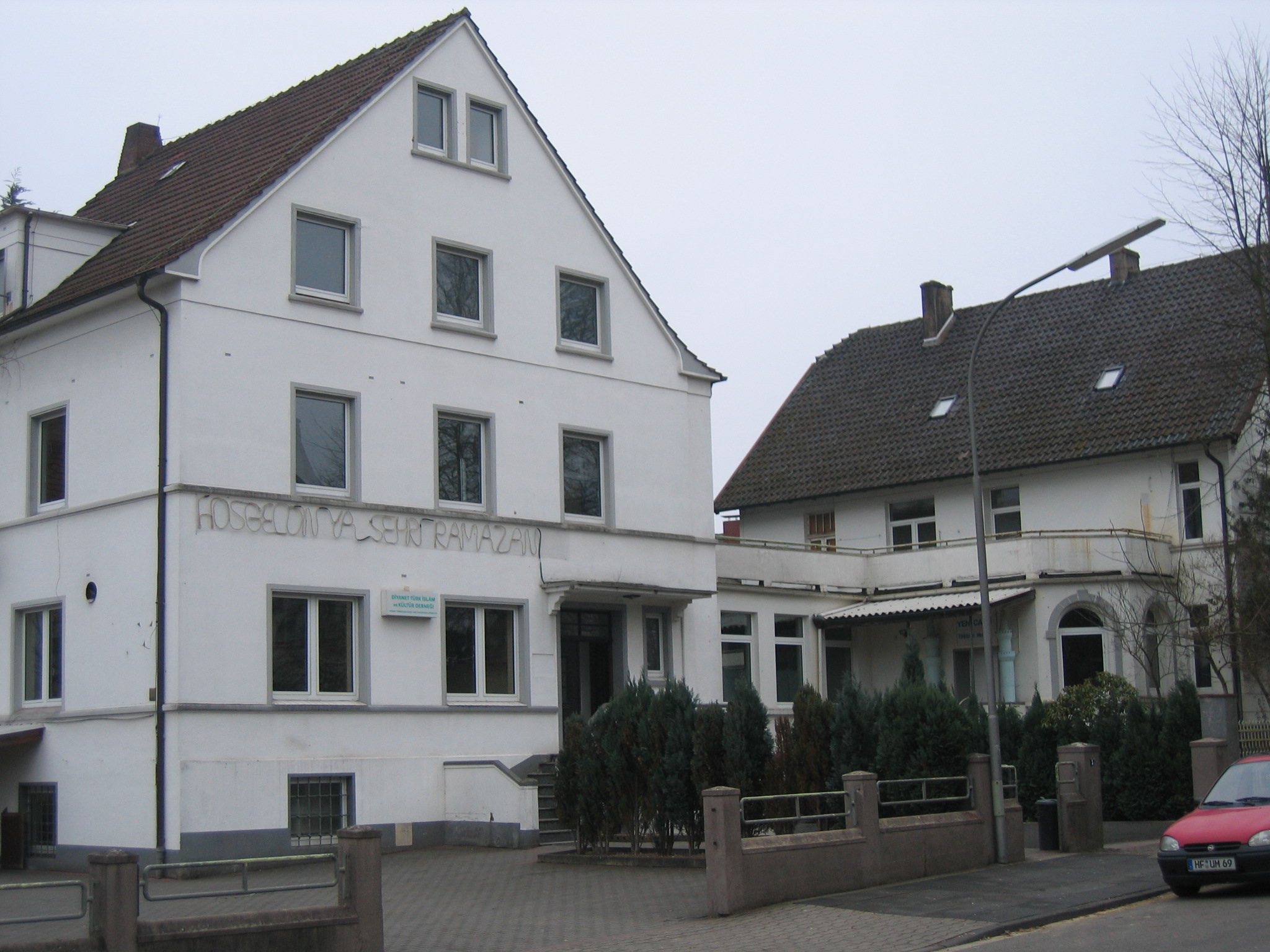
Мечеть и Турецкий культурный центр